# Hansa-Brandenburg
Die Hansa- und Brandenburgische Flugzeugwerke AG (HBF), auch häufig kurz Hansa-Brandenburg (HB), waren ein bedeutender Flugzeughersteller für die deutschen und österreichischen Streitkräfte im Ersten Weltkrieg und während dieser Zeit die Wirkungsstätte des bedeutenden Flugzeugkonstrukteurs Ernst Heinkel.

## Geschichte
Der bekannte Flugpionier Igo Etrich, der sich durch den Bau der Etrich Taube einen Namen gemacht hatte, gründete 1914 in Briest bei Brandenburg an der Havel die Brandenburgische Flugzeugwerke GmbH mit dem schon zuvor für ihn tätigen Ernst Heinkel als Chefkonstrukteur. Der umtriebige österreichische Industrielle Camillo Castiglioni erwarb im Juli 1915 die Brandenburgische Flugzeugwerke GmbH und die Hansa-Flugzeug-Werke Hamburg Carl Caspar in Hamburg-Fuhlsbüttel, die er beide mit seinem seit 1914 bestehenden Unternehmen Deutsche Aero-Gesellschaft AG fusionierte und das Ganze in Hansa- und Brandenburgische Flugzeugwerke AG umbenannte. 1918 kam die Boots- und Yachtwerft von Max Oertz in Hamburg hinzu, mit der offenbar die Produktion um Wasserflugzeuge erweitert werden sollte. Das Aktienkapital des Unternehmens betrug zu dieser Zeit 3 Millionen Mark.
Nach dem Krieg musste Hansa-Brandenburg aufgrund der Bestimmungen des Versailler Vertrags den Flugzeugbau aufgeben. Das Unternehmen bestand jedoch bis mindestens 1925, wobei Castiglioni und Heinkel den Vorstand bildeten und der Unternehmenszweck weiterhin wie folgt beschrieben wurde: Herstellung und Vertrieb aller Arten von Luftfahrzeugen sowie aller sonstigen für Luftschiffahrt in Betracht kommenden Erzeugnisse, Erteilung von Flugunterricht, Erwerb und Verwertung von Erfindungen, Patenten und Lizenzen, welche das Gebiet der Luftschifffahrt betreffen. Das Aktienkapital betrug allerdings nur noch 20.000 Reichsmark, möglicherweise waren Einnahmen aus Patent-Lizenzen die einzigen erzielten Umsätze.

## Entwicklungen
Während des Krieges baute das Unternehmen unter Leitung von Heinkel eine große Zahl von eigenen Flugzeugen für die deutschen und die österreichisch-ungarischen Luftstreitkräfte, letztere zum Teil in Lizenzfertigung durch österreichisch-ungarische Flugzeugwerke.
Zur Produktion von HB wird vielfach auch der später bei den formal wieder aus dem Unternehmen ausgegliederten Hanseatischen Flugzeugwerken in Hamburg in Lizenz gefertigte Großbomber Friedrichshafen G.III gezählt.
Besonders bemerkenswert waren die Seekampfflugzeuge, die von deutschen und k.u.k.-Seefliegerstationen aus an Nordsee und Mittelmeer eingesetzt wurden.

### Schulflugzeuge
- 1914: Hansa-Brandenburg D
- 1914: Hansa-Brandenburg FD

### Unbewaffnete Aufklärer
- 1915: Hansa-Brandenburg LDD
- 1915: Hansa-Brandenburg DD

### Bewaffnete Aufklärer
- 1916: Hansa-Brandenburg KDD
- 1916: Hansa-Brandenburg C.I
- 1917: Hansa-Brandenburg K
- 1917: Hansa-Brandenburg L15

### Jagdflugzeuge
- 1915: Hansa-Brandenburg MLD
- 1916: Hansa-Brandenburg KF
- 1916:  Hansa-Brandenburg KD (D.I)
- 1917: Hansa-Brandenburg L14
- 1917: Hansa-Brandenburg L16

### Bomber
- 1915: Hansa-Brandenburg ZM – Prototypen ZM I und ZM II
- 1915:  Hansa-Brandenburg GF (G.I)
- 1916: Hansa-Brandenburg GFK

### Schwimmerflugzeuge
- 1914: Hansa-Brandenburg W
- 1916: Hansa-Brandenburg NW
- 1915/16: Hansa-Brandenburg LW
- 1916: Hansa-Brandenburg GNW
- 1916/17: Hansa-Brandenburg KW
- 1916: Hansa-Brandenburg KDW – Jagdeinsitzer
- 1916: Hansa-Brandenburg W.11
- 1916: Hansa-Brandenburg W.12
- 1916: Hansa-Brandenburg GW – Torpedoflugzeug
- 1916: Hansa-Brandenburg GDW – Torpedoflugzeug
- 1916: Hansa-Brandenburg W.16
- 1917/18: Hansa-Brandenburg W.19 – Seekampfflugzeug
- 1917: Hansa-Brandenburg W.25 – Seejagdeinsitzer
- 1917: Hansa-Brandenburg W.26 – Fernaufklärer
- 1917: Hansa-Brandenburg W.27 – Seekampfflugzeug
- 1918: Hansa-Brandenburg W.29 – Seekampfflugzeug
- 1918: Hansa-Brandenburg W.32 – Übungsflugzeug
- 1918: Hansa-Brandenburg W.33 – Seekampfflugzeug
- 1918: Hansa-Brandenburg W.34 – Seekampfflugzeug

### Flugboote
- 1915: Hansa-Brandenburg FB
- 1916: Hansa-Brandenburg CC – Jagdeinsitzer
- 1916: Hansa-Brandenburg W.13
- 1917: Hansa-Brandenburg W.17 – Jagdeinsitzer
- 1917: Hansa-Brandenburg W.18 – Jagdeinsitzer
- 1917: Hansa-Brandenburg W.20 – Kleinflugboot
- 1917: Hansa-Brandenburg W.23
- 1918: Hansa-Brandenburg W.35